# Liste der Einträge in das National Register of Historic Places im Guadalupe County (New Mexico)
Diese Liste der Einträge im National Register of Historic Places im Guadalupe County (New Mexico) enthält alle im Guadalupe County, New Mexico in das National Register of Historic Places eingetragenen Gebäude, Bauwerke, Objekte, Stätten oder historischen Distrikte.
Diese Liste entspricht dem Bearbeitungsstand des National Park Service/National Register of Historic Places vom 18. Oktober 2024.

## Legende
| NRHP | Historic Place             |
| HD   | National Historic District |

## Aktuelle Einträge
| [ 2 ] | Name                                              | Bild                                      | Eintragsdatum                 | Lage | Ort            | Beschreibung |
| ----- | ------------------------------------------------- | ----------------------------------------- | ----------------------------- | --- | -------------- | ------------ |
| 1     | Abandoned Route 66-Cuervo to NM 156               |                                           | 22. Nov. 1993 ID-Nr. 93001206 | Cuervo, südwestlich zur New Mexico State Road 156 35° 0′ 14″ N, 104° 26′ 17″ W                                | Cuervo         |              |
| 2     | Anton Chico de Abajo Historic District            |                                           | 29. Sep. 1986 ID-Nr. 86002334 | Adresse nicht veröffentlicht                                                                                  | Anton Chico    |              |
| 3     | Jesus M. Casaus House                             | Jesus M. Casaus House                     | 1. Apr. 1982 ID-Nr. 82003324  | 628 3rd Street 34° 56′ 9″ N, 104° 40′ 52″ W                                                                   | Santa Rosa     |              |
| 4     | Colonias de San Jose Historic District            |                                           | 29. Sep. 1986 ID-Nr. 86002331 | Adresse nicht veröffentlicht                                                                                  | Colonias       |              |
| 5     | Alexander Grzelachowski House and Store           | weitere Bilder                            | 24. Juni 1993 ID-Nr. 93000570 | südwestlich der New Mexico State Road 91 und der New Mexico State Road 203 34° 49′ 50,3″ N, 104° 37′ 25,6″ W  | Puerto De Luna |              |
| 6     | Guadalupe County Courthouse in Santa Rosa         | Guadalupe County Courthouse in Santa Rosa | 7. Dez. 1987 ID-Nr. 87000890  | nordwestliche Straßenecke der S. 4th Street mit der Parker Avenue 34° 56′ 29″ N, 104° 41′ 11″ W               | Santa Rosa     |              |
| 7     | La Placita De Abajo District                      |                                           | 29. Sep. 1986 ID-Nr. 86002338 | Adresse nicht veröffentlicht                                                                                  | Colonias       |              |
| 8     | J. Julian Moise House                             | J. Julian Moise House                     | 27. Dez. 1984 ID-Nr. 84000633 | 400 Capitan 34° 56′ 20,3″ N, 104° 41′ 2,9″ W                                                                  | Santa Rosa     |              |
| 9     | Park Lake Historic District                       | Park Lake Historic District               | 15. März 1996 ID-Nr. 96000267 | an der Straßenkreuzung des Will Rogers Drive und dem Lake Drive 34° 56′ 28″ N, 104° 40′ 40″ W                 | Santa Rosa     |              |
| 10    | Route 66, State maintained from Montoya to Cuervo | weitere Bilder                            | 19. Nov. 1997 ID-Nr. 97001395 | entlang der ehemaligen U.S. Route 66, vom westlichen Teil von Montoya nach Cuervo 35° 3′ 41″ N, 104° 16′ 1″ W | Cuervo         |              |